# Sean Williams (Schriftsteller)

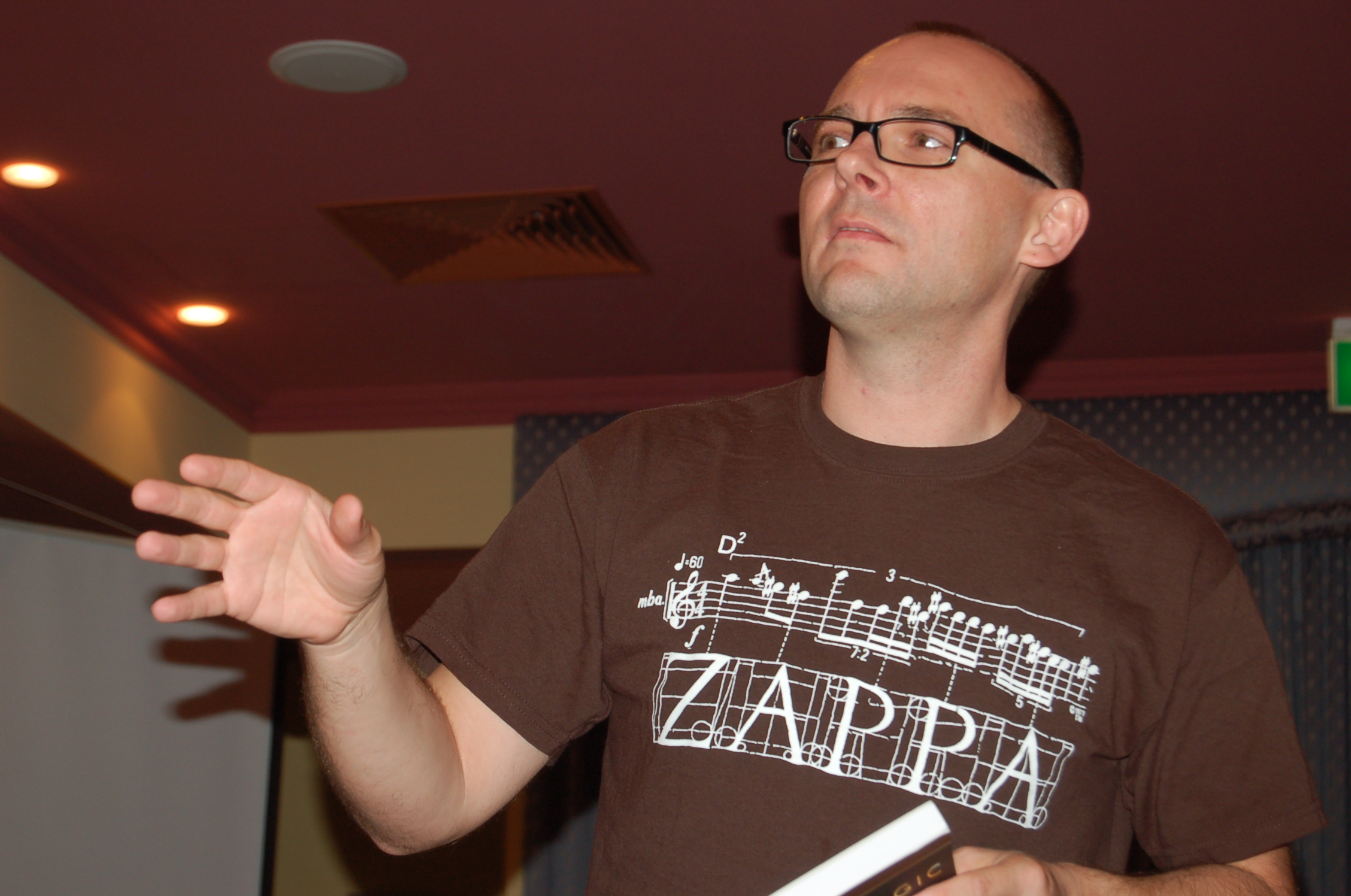
Sean Williams

Sean Llewellyn Williams (* 23. Mai 1967 in Whyalla) ist ein australischer Science-Fiction- und Fantasy-Autor.

## Leben
Williams lebt in Adelaide, Australien. Er hat über 40 Romane und 75 Kurzgeschichten veröffentlicht, darunter die Serien Die Bücher des Kataklysmus sowie zusammen mit Shane Dix Evergence, Orphans und Geodesica. Die beiden schrieben außerdem mit an der Serie Star Wars – Das Erbe der Jedi-Ritter. Williams wurde mehrfach mit den australischen Literaturpreisen Aurealis- und Ditmar Award ausgezeichnet. Darüber hinaus waren seine Werke für den Locus-, den Philip K. Dick- und den Seiun Award nominiert. Sein Roman zum Computerspiel Star Wars: The Force Unleashed schaffte es auf Platz eins der Bestsellerliste der „The New York Times“.

## Auszeichnungen
- 1996: Aurealis Award für Passing the Bone als beste Horror Kurzgeschichte
- 1997: Aurealis Award für Metal Fatigue als bester SF Roman
- 1999: Ditmar Award für The Resurrected Man als bester australischer Roman
- 2000: Ditmar Award für New Adventures in Sci-Fi als beste Sammlung
- 2001: Aurealis Award für Atrax als beste Horror Kurzgeschichte
- 2001: Ditmar Award für Evergence 2: The Dying Light als bester Roman (mit Shane Dix)
- 2002: Aurealis Award für The Dark Imbalance als bester SF Roman
- 2003: Aurealis Award für The Storm Weaver and the Sand als bester Fantasy Roman
- 2003: Ditmar Award für Echoes of Earth als bester australischer Roman
- 2005: Aurealis Award für The Crooked Letter als bester Fantasy Roman
- 2005: Ditmar Award für The Crooked Letter als bester Roman
- 2006: Ditmar Award für Geodesica: Ascent als bester Roman
- 2007: Aurealis Award für The Seventh Letter als beste Kurzgeschichte
- 2008: Ditmar Award für Saturn Returns als bester Roman (mit Shane Dix)
- 2009: Peter McNamara Award, for professional in the Australian SF field
- 2009: Aurealis Award für Magic Dirt: The Best of Sean Williams als beste Sammlung
- 2015: Ditmar Award für The Legend Trap als beste Novelle
- 2016: Aurealis Award für All the Wrong Places als beste Kurzgeschichte

## Werke
Die Auflistung der Werke orientiert sich am Datum der Erstveröffentlichung. Die Reihenfolge der Serien richtet sich nach dem ersten veröffentlichten Band der jeweiligen Serie. Die Angaben zur Internationalen Standardbuchnummer (ISBN) beziehen sich auf die erste Ausgabe des jeweiligen Werkes.

### Evergence
Im Jahr 1993 bekamen Williams und Shane Dix den Auftrag eine Trilogie zu schreiben, die in der Welt des Rollenspiels Cogal angesiedelt sein sollte. Nach der Veröffentlichung des ersten Bandes
- The Unknown Soldier, Aphelion Publications 1995, ISBN 1-875346-11-2 (mit Shane Dix)

kam es zu Problemen zwischen den Vertragspartnern, so dass die geplanten weiteren Bände nicht mehr vollendet wurden. Die beiden Autoren überarbeiteten den Roman, der 1998 als erster Band der Science-Fiction-Trilogie Evergence veröffentlicht wurde. Unter diesem Titel erschienen die drei Bände 2001 auch als Sammelband.
- The Prodigal Sun, Ace Books 1999, ISBN 0-441-00672-8 (mit Shane Dix)
- The Dying Light, Voyager / HarperCollins (Australia) 2000, ISBN 0-7322-6714-5
- The Dark Imbalance, Voyager / HarperCollins (Australia) 2001, ISBN 0-7322-6837-0

### Cataclysm / Change

#### Books of the Change
- The Stone Mage & the Sea, Voyager Australia 2001, ISBN 0-7322-6994-6
- The Sky Warden & the Sun, Voyager Australia 2002, ISBN 0-7322-6996-2
- The Storm Weaver & the Sand, Voyager Australia 2002, ISBN 0-7322-6998-9

#### Die Bücher des Kataklysmus / Books of the Cataclysm
- The Crooked Letter, Voyager / HarperCollins (Australia) 2004, ISBN 0-7322-7925-9
  - Die Spiegelzwillinge, Otherworld 2009, Übersetzer Michael Krug, ISBN 978-3-8000-9507-0
- The Blood Debt, Voyager / HarperCollins (Australia) 2005, ISBN 0-7322-7926-7
  - Blutschuld, Otherworld 2010, Übersetzer Michael Krug, ISBN 978-3-8000-9520-9
- The Hanging Mountains, Voyager / HarperCollins (Australia) 2005, ISBN 0-7322-7927-5
- The Devoured Earth, Voyager / HarperCollins (Australia) 2006, ISBN 0-7322-7928-3

#### The Broken Land
Diese Fantasy-Serie schrieb Williams für jugendliche Leser.
- The Changeling, Angus & Robertson / HarperCollins (Australia) 2008, ISBN 978-0-7322-8474-9
- The Dust Devils, Angus & Robertson / HarperCollins (Australia) 2008, ISBN 978-0-7322-8475-6
- The Scarecrow, Angus & Robertson / HarperCollins (Australia) 2009, ISBN 978-0-7322-8476-3

Zur Serie gehören außerdem drei Kurzgeschichten
- Ungentle Fire. In: Jack Dann, Gardner Dozois (Hrsg.) The Dragon Book. 2009, ISBN 978-0-441-01764-5.
- The Spark (A Romance in Four Acts): A Tale of the Change. In: Jonathan Strahan, Jack Dann (Hrsg.) Legends of Australian Fantasy. 2010, ISBN 978-0-7322-8848-8.
- The Mirror in the Middle of the Maze. In: Paul Collins (Hrsg.) Trust Me Too. 2012, ISBN 978-1-921665-58-5.

### Orphans
Diese Science-Fiction-Romane schrieb Williams ebenfalls zusammen mit Shane Dix.
- Echoes of Earth, Ace Books 2002, ISBN 0-441-00892-5
- Orphans of Earth, Ace Books 2003, ISBN 0-441-01006-7
- Heirs of Earth, Ace Books 2004, ISBN 0-441-01126-8

### Star Wars

#### Star Wars – Das Erbe der Jedi-Ritter/ The New Jedi Order
Zusammen mit Shane Dix verfasste Williams drei der insgesamt neunzehn in den Jahren 1999 bis 2003 veröffentlichten Romane der Serie. Die betreffenden Bände fünfzehn bis siebzehn erschienen 2003 auch als Sammelband unter dem Titel Force Heretic.
- Remnant, Del Rey / Ballantine 2003, ISBN 0-345-42870-6
  - Die Ruinen von Coruscant, Blanvalet 2006, Übersetzer Regina Winter, ISBN 3-442-24433-1
- Refugee, Del Rey / Ballantine 2003, ISBN 0-345-42871-4
  - Der verschollene Planet, Blanvalet 2007, Übersetzer Regina Winter, ISBN 978-3-442-24438-6
- Reunion, Del Rey / Ballantine 2003, ISBN 0-345-42872-2
  - Wider alle Hoffnung, Blanvalet 2007, Regina Winter, ISBN 978-3-442-24459-1

#### The Force Unleashed
Die Romane basieren auf den gleichnamigen Computerspielen aus den Jahren 2008 und 2010.
- The Force Unleashed, Del Rey / Ballantine 2008, ISBN 978-0-345-49902-8
  - The Force Unleashed, Panini 2008, Übersetzer Jan Dinter, ISBN 978-3-8332-1737-1
- The Force Unleashed II, Del Rey / Ballantine 2010, ISBN 978-0-345-51154-6
  - The Force Unleashed II, Panini 2010, Übersetzer Andreas Kasprzak, ISBN 978-3-8332-2129-3

#### The Old Republic
Dieser Roman basiert, zusammen mit Deceived von Paul S. Kemp und Revan von Drew Karpyshyn, auf dem 2011 veröffentlichten Computerspiel Star Wars: The Old Republic.
- Fatal Alliance, Del Rey / Ballantine 2010, ISBN 978-0-345-51132-4
  - Eine unheilvolle Allianz, Panini 2010, Übersetzer Jan Dinter, ISBN 978-3-8332-2036-4

### Geodesica
Die beiden zusammen mit Shane Dix geschriebenen Science-Fiction-Romane wurden im Jahr 2006 auch als Sammelband unter dem Titel Geodesica veröffentlicht.
- Ascent, Voyager / HarperCollins (Australia) 2005, ISBN 0-7322-8025-7
- Descent, Voyager / HarperCollins (Australia) 2006, ISBN 0-7322-8026-5

### Acropolis Universe
- Cenotaxis, MonkeyBrain Books 2007, ISBN 1-932265-26-0

#### Astropolis
- Saturn Returns, Ace Books 2007, ISBN 0-441-01493-3
- Earth Ascendant, Ace Books 2008, ISBN 978-1-4406-3131-3
- The Grand Conjunction, Orbit 2009, ISBN 978-1-84149-523-1

### The Fixers
Die unter dem Titel The Fixers veröffentlichte Serie richtet sich an Kinder. Die Illustrationen stammen von Nial O’Connor.
- Castle of the Zombies, Omnibus Books / Scholastic Australia 2010, ISBN 978-1-86291-854-2
- Planet of the Cyborgs, Omnibus Books / Scholastic Australia 2010, ISBN 978-1-86291-855-9
- Curse of the Vampire, Omnibus Books / Scholastic Australia 2011, ISBN 978-1-86291-856-6
- Invasion of the Freaks, Omnibus Books / Scholastic Australia 2011, ISBN 978-1-86291-857-3

### Troubletwisters
Zusammen mit Garth Nix schrieb Williams vier Fantasy-Romane für Jugendliche.
- Troubletwisters, Allen & Unwin (Australia) 2011, ISBN 978-1-74237-398-0
  - Troubletwisters – der Sturm beginnt, cbj 2014, Übersetzerin Anne Brauner, ISBN 978-3-570-15518-9
- The Monster, Allen & Unwin (Australia) 2012, ISBN 978-1-74237-399-7
  - Troubletwisters – das Böse erwacht, cbj 2014, Übersetzerin Anne Brauner, |ISBN  978-3-570-15519-6
- The Mystery of the Golden Card, Allen & Unwin (Australia) 2013, ISBN 978-1-74237-400-0
- The Missing, Scholastic Press 2014, ISBN 978-0-545-25900-2

### Have Sword, Will Travel
- Have Sword, Will Travel, Scholastic 2017, ISBN 978-1-338-15848-9 (mit Garth Nix)
- Let Sleeping Dragons Lie, Scholastic 2018, ISBN 978-1-338-15850-2 (mit Garth Nix)

### Twinmaker
- Jump, Allen & Unwin (Australia) 2013, ISBN 978-1-74331-586-6
- Crash, Allen & Unwin (Australia) 2014, ISBN 978-1-74331-647-4
- Fall, Allen & Unwin (Australia) 2015, ISBN 978-1-74331-648-1

### Weitere Romane
- Metal Fatigue, HarperCollins (Australia) 1996, ISBN 0-7322-5633-X
- The Resurrected Man, HarperCollins (Australia) 1998, ISBN 0-7322-5903-7
  - Auferstehung, Heyne 2006, Übersetzer Michael K. Iwoleit, ISBN 3-453-52197-8
- Spirit Animals: Blood Ties, Scholastic 2014, ISBN 978-0-545-59973-3 (mit Garth Nix)
  - Das Böse erhebt sich, Ravensburger 2016, Übersetzer Wolfram Ströle, ISBN 978-3-473-36934-8

### Erzählbände
- Doorways to Eternity, MirrorDanse Books 1995, ISBN 0-646-19084-9
- A View Before Dying, Ticonderoga Publications 1998, ISBN 0-9586856-3-0
- New Adventures in Sci-Fi, Ticonderoga Publications 1999, ISBN 0-9586856-4-9
- Light Bodies Falling, Altair Australia 2007, ISBN 0-9757208-5-6
- Magic Dirt: The Best of Sean Williams, Ticonderoga Publications 2008, ISBN 978-0-9803531-6-7

### Erzählungen (Auszug)
- The Freezing of Sarah. 1997
- Entre les Beaux Morts en Vie (Among the Beautiful Living Dead). 1998
- Hunting Ground. 2003
- haikaiju. 2005
- daihaiku. 2005
- Ghosts of the Fall.
- White Christmas.
- The Jackie Onassis Swamp-Buggy Concerto.
- The Soap Bubble.
- The Perfect Gun.
- The Masque of Agamemnon. (mit Simon Brown)
- The Girl-Thing.
- Star Wars: Or Die Trying. (mit Shane Dix)
- The Seventh Letter.
- Midnight in the Cafe of the Black Madonna. (Doctor Who)